# Николаев, Павел Николаевич
Павел Николаевич Николаев (10 июня 1913, посёлок Свободный, Астраханский уезд, Астраханская область, Российская империя — 12 октября 1993, Актюбинск, Казахстан) — командир 153-го объединённого авиационного отряда Казахского территориального управления Гражданского воздушного флота, Актюбинск, Казахская ССР. Герой Социалистического Труда (1963).

## Биография
Родился в 1913 году в рабочей семье в посёлке Свободный (сегодня в городских границах Астрахани) Астраханского уезда. Детство провёл в Бойка Сердобского уезда, где окончил семилетнюю школу. С 1926 года обучался в профессионально-техническом училище в Сердобске, которое окончил в 1930 году по специальности тракторный монтёр-механик. С апреля 1930 года — тракторист совхоза «Индустриальный» Саратовской области. С ноября 1931 года — мастер моторного цеха авторемонтных мастерских Уральского рыбснаба Западно-Казахстанской области. В Уральске в 1933 году получил среднее образование, окончив местный вечерний рабфак.
В октябре 1934 года поступил во 2-ю авиационную школу Гражданского воздушного флота в Тамбове, которую окончил в 1938 году. Трудился пилотом 28-го — 224-го авиационного отряда Гражданского воздушного флота в Уральске. Участвовал в Великой Отечественной войне. С августа 1941 года служил в звании младшего лейтенанта в составе Особой западной авиационной группы Гражданского военного флота по обслуживанию частей Красной Армии на Западном фронте. В последующем воевал командиром звена 1-го отдельного авиаполка Гражданского военного флота. С 1941 года член ВКП(б). Совершил на самолёте Б-8 сотни вылетов по перевозке раненых, доставке консервированной крови в госпитали и доставке боеприпасов на фронт.
В марте 1943 года демобилизовался в звании лейтенанта и возвратился в Казахстан. Трудился в Гурьеве диспетчером гурьевого аэропорта (1943—1944), командиром авиационного звена 244-го авиаотряда (1944—1948). В 1945 году награждён Орденом Отечественной войны 2-й степени за «образцовую работу и отличное выполнение санитарных заданий в сложных условиях барханной местности Гурьевской области».
В 1948—1949 годах проходил обучение на курсах командиров отрядов в Бугуруслане. С февраля 1949 года — командир 233-го авиаотряда, с сентября 1952 года — командир 153-го объединённого авиаотряда Казахского управления Гражданского воздушного флота (с августа 1953 года — Актюбинский объединённый авиаотряд Казахского управления Гражданской авиации) в Актюбинске.
Под его руководством авиаотряд увеличил пассажирские перевозки Актюбинского аэропорта в десятки раз и выполнил большой объём сельскохозяйственных работ. В 1959 году авиаотряд обработал 532 тысяч гектаров сельскохозяйственных угодий. Указом Президиума Верховного Совета СССР от 16 апреля 1963 года удостоен звания Героя Социалистического Труда за «самоотверженный труд и выдающиеся достижения в освоении авиационной техники Гражданского воздушного флота» с вручением ордена Ленина и золотой медали «Серп и Молот» (№ 10405).
За годы Семилетки (1959—1965) перевозки пассажиров на Актюбинском аэропорте возросли в 2,6 раза, по сравнению с 1952 годом — в 83 раза. В 1966 году авиапредприятие обработало 1 миллион 162 тысячи гектаров сельскохозяйственных угодий Гурьевской области. 8 февраля 1971 года Актюбинский объединённый авиаотряд был награждён Орденом Трудового Красного Знамени.
С конца 1960-х годов — начальник Актюбинского ремонтного завода гражданской авиации.
В 1965 году избирался членом Пленума Актюбинского обкома Компартии Казахстана и неоднократно — депутатом Актюбинского городского Совета депутатов трудящихся (1953—1967).
После выхода на пенсию проживал в Актюбинске. С 1949 года — персональный пенсионер союзного значения. Умер в октябре 1993 года. Похоронен на кладбище посёлка Кирпичный города Актобе.
Память
На доме № 5, в котором с 1949 по 1993 года проживал Павел Николаев, в микрорайоне Авиагородок в Актобе установлена мемориальная доска.
Награды
- Герой Социалистического Труда
- Орден Ленина
- Орден Красной Звезды (06.01.1942)
- Орден Отечественной войны 2-й (16.11.1945) и 1-й степени (11.03.1983)
- Орден «Знак Почёта» (07.01.1953)
- Орден Октябрьской Революции (15.06.1971)
- Медаль «За оборону Москвы» (01.05.1944)
- Медаль «За доблестный труд в Великой Отечественной войне 1941—1945 гг.» (09.05.1945)